# Longifrons devexifrontalis
Longifrons devexifrontalis är en tvåvingeart som beskrevs av Kim 1994. Longifrons devexifrontalis ingår i släktet Longifrons och familjen lövflugor.
Artens utbredningsområde är Northern Territory, Australien. Inga underarter finns listade i Catalogue of Life.